# Isolationswiderstand
Unter Isolationswiderstand versteht man den ohmschen Widerstandsanteil zwischen elektrischen Leitern untereinander bzw. gegenüber dem Erdpotential. Da es keinen idealen Isolator gibt, bildet jede Isolierung auch einen ohmschen Widerstand, dessen Wert zwar sehr hoch sein kann, aber trotzdem immer endlich ist.

## Messverfahren

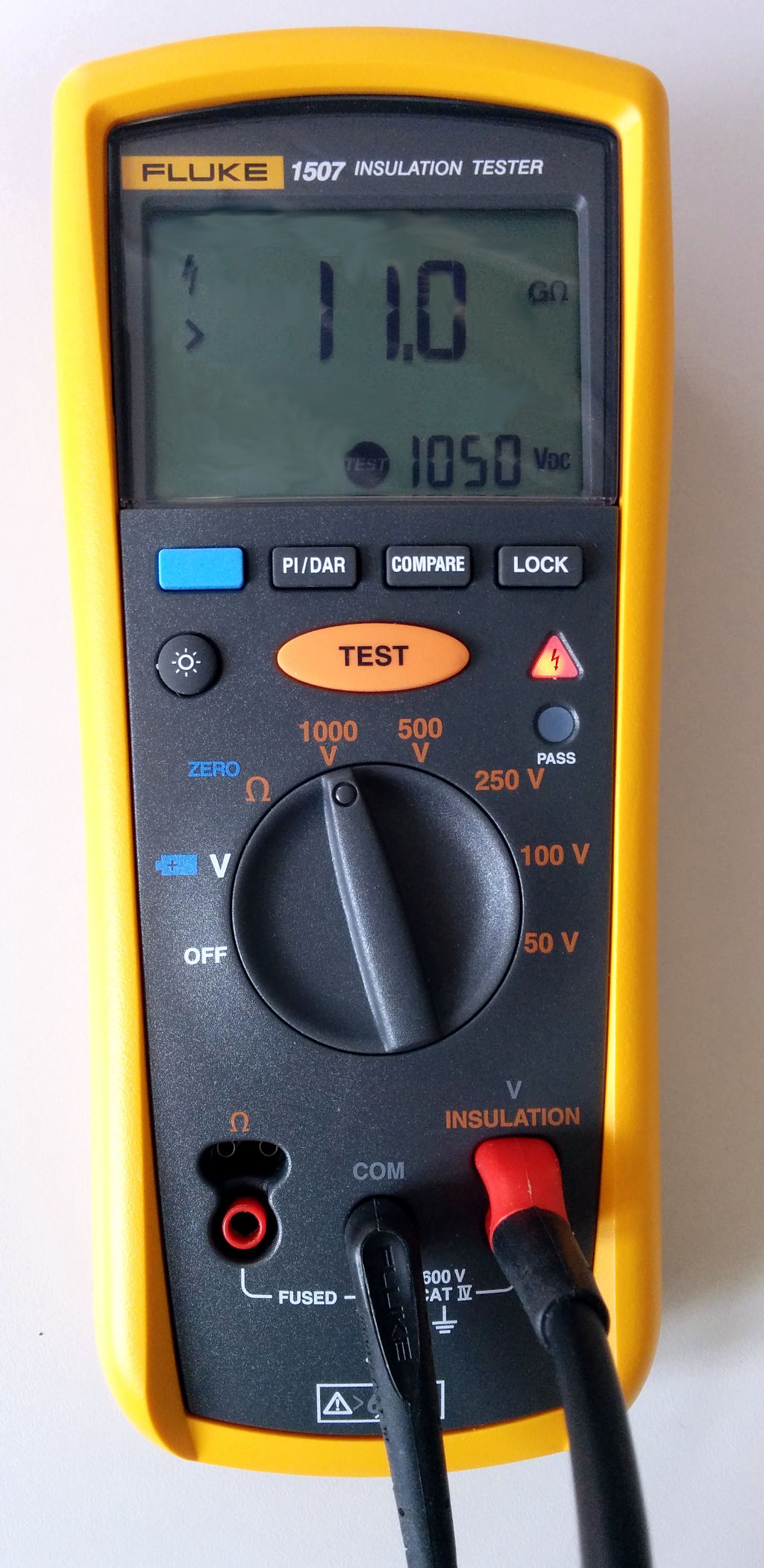
Isolationsmessgerät bei der Messung des Isolationswiderstandes mit einer Prüfspannung von 1 kV

Da der Isolationswiderstand nichtlineare Eigenschaften aufweist und mit zunehmender Spannung abnimmt muss diese Widerstandsmessung der Isolation zwingend mit höheren Spannungen, welche in der Größenordnungen der Betriebsspannung oder knapp darüber liegen, durchgeführt werden.
Bei der Geräteprüfung im Niederspannungsbereich ist in den einschlägigen Normen die Höhe der Prüfspannung abhängig von der Schutzklasse definiert. Die typischen Werte betragen 250 Volt, 500 Volt, 1000 Volt, 2500 Volt oder 5000 Volt Gleichspannung. Bei einem Gerät der Schutzklasse I wird üblicherweise mit einer Prüfspannung von 500 V, bei Geräten der Schutzklasse II mit 1000 V gemessen.
Jede Isolationsbarriere weist auch eine Kapazität auf, die bei Wechselspannung einen zusätzlichen, nicht vom Isolationswiderstand verursachten Blindstrom verursacht. Um den Isolationswiderstand zu messen, wird daher mit Gleichspannung gemessen. Bei der Hochspannungsprüfung wird hingegen oft mit Wechselspannung geprüft, u. a. um die Vorentladungsfreiheit zu ermitteln und auch weil viele Isolierstoffe im Aufbau zu inhomogen sind, um sie längere Zeit mit hohen Gleichspannungen belasten zu können.

## Änderung

### Mit zunehmendem Anlagenumfang
Der Isolationswiderstand ist neben dem Isolationsmaterial auch von der Länge der Leitungen abhängig. Betrachtet man zum Beispiel eine zweiadrige Leitung, so bildet die Isolation auf eine gewisse Längeneinheit einen bestimmten Widerstandswert. Je länger die Leitung ist, desto mehr dieser Widerstände werden parallel geschaltet, so dass mit jeder Längenzunahme der Gesamtisolationswiderstand antiproportional sinkt. Das gilt für alle Bauteile eines elektrischen Systems, so dass mit größerem Anlagenumfang auch der Isolationswiderstand kleiner wird.

### Durch andere Faktoren
Isolationswiderstände können sich durch Alterungsprozesse, Feuchtigkeit, Verschmutzung, Beschädigung, Strahlung und chemische oder physikalische Einflüsse verändern. Insbesondere die früher üblichen papier- und stoffisolierten Kabel sind sehr empfindlich gegenüber Feuchtigkeit, während z. B. PVC-isolierte Leitungen eine erhöhte Empfindlichkeit gegen Sonnenlicht, Wärme und chemische Atmosphären haben. Bei luftisolierten Systemen, wie z. B. Freileitungen und Sammelschienen, muss die Schmutzempfindlichkeit besonders beachtet werden.

## Gefährdungen durch zu niedrige Isolationswiderstandswerte
Durch Isolationsfehler können unkontrollierte Fehlerströme entstehen, die ausreichend hoch sind, um Menschenleben zu gefährden, Brände auszulösen oder andere Sachschäden hervorzurufen. So entstanden in früheren Jahren oft Brände in der Landwirtschaft, bei denen sich Heu oder andere leicht entflammbare Lagergüter durch Kriechströme – Folge schlechter Isolationswerte – entzündeten.

## Überwachung
Bei Industrieanlagen, die man vor Ausfall schützen will, werden oftmals sogenannte Isolationswächter eingesetzt, die eine kontinuierliche Überwachung des Isolationswiderstandes ermöglichen. Unterschreitet dieser einen bestimmten Wert, so werden Störmeldungen abgegeben und eventuell Anlagenteile abgeschaltet.